# Flammenstirnmeise

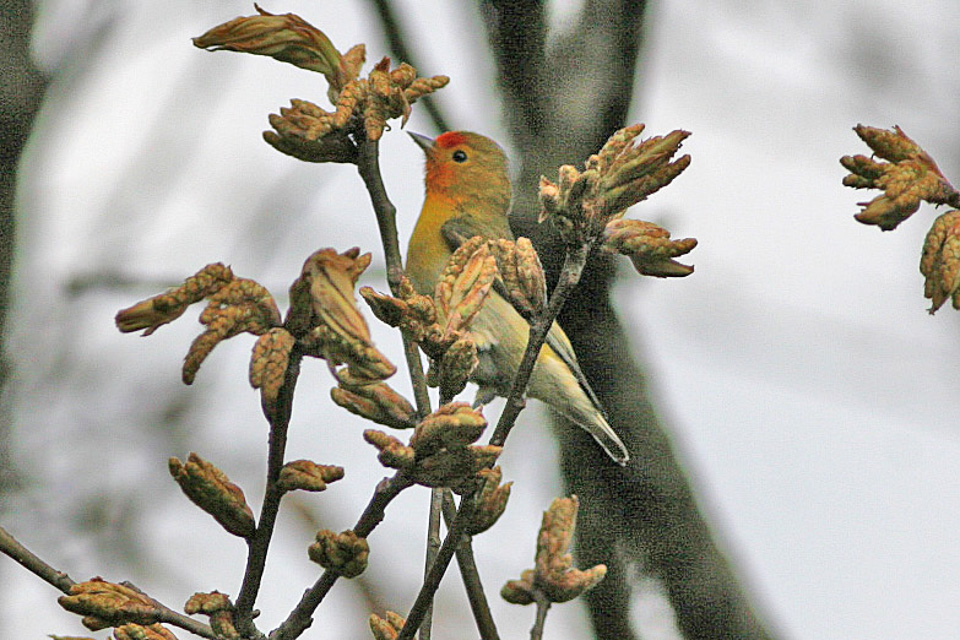
Männchen in Bhutan

Die Flammenstirnmeise (Cephalopyrus flammiceps) ist eine in Asien vorkommende Singvogelart aus der Familie der Meisen (Paridae).

## Merkmale
Die Flammenstirnmeise erreicht eine Körperlänge von 8,5 bis 9,5 Zentimetern und ein Gewicht von ca. 7,0 Gramm. Zwischen den Geschlechtern besteht ein deutlicher Sexualdimorphismus. Bei den Männchen haben die Stirn und die Kehle eine rötliche Farbe, die während der Brutperioden besonders ausgeprägt ist. Der Kopf, die Flügel und die Oberseite sind olivgrün, die Unterseite gelblich grün gefärbt. Hand- und Armschwingen sowie Schwanzfedern zeigen dunkel olivbraune Spitzen und Einfassungen. Weibchen sind im Gesamterscheinungsbild blasser als Männchen gefärbt und ihnen fehlen die rötlichen Zeichnungselemente gänzlich. Schnabel, Beine und Füße sind bei beiden Geschlechtern grau, die Iris ist schwarz.

## Verbreitung, Unterarten und Lebensraum
Neben der im Norden Pakistans, in Kashmir sowie im Westen Nepals vorkommenden Nominatform Cephalopyrus flammiceps flammiceps kommt die Unterart Cephalopyrus flammiceps olivaceus im Nordwesten Indiens, im Osten Nepals, im Westen Bhutans sowie den chinesischen Provinzen Gansu, Shaanxi, Sichuan, Yunnan und Guizhou vor. Als Wintergast wurde sie auch im Flachland von Myanmar sowie im Nordwesten Thailands und in Laos nachgewiesen, wo sie jedoch kein Brutvogel ist. Die Art bewohnt Wälder in Höhenlagen zwischen 300 und 4300 Metern.

## Lebensweise
Flammenstirnmeisen leben normalerweise in kleinen Gruppen, es wurden jedoch auch Ansammlungen von ca. 100 Vögeln beobachtet.  Die verschiedenen Populationen bewohnen unterschiedliche Lebensräume. Die im Himalayagebiet zwischen 1800 und 3000 Metern Höhe lebenden Individuen bevorzugen Wälder mit Eichen, Haseln, Ulmen und Walnussbäumen, die in China in Höhen bis zu 4000 Meter lebenden Vögel brüten in Tannen, Fichten und Rhododendren. Im Winter steigen sie in die Ebenen herab und sind dann selbst in Gärten und Parkanlagen zu finden.
Wirbellose, hauptsächlich Insekten sind die primäre Nahrung der Vögel. Größere Beutetiere werden mit den Füßen gehalten und mit dem Schnabel bearbeitet, um an die Inhaltsstoffe zu gelangen. Das Nahrungsspektrum wird zuweilen um Blütenknospen, junge Blätter sowie den Saft reifer Früchte ergänzt. Die Nahrung wird oftmals kopfüber hängend von äußeren Zweigen aufgelesen.
Die Hauptbrutsaison fällt in die Monate April bis Juni. Nester werden einzeln, bevorzugt in verlassenen Spechthöhlen in einer Höhe zwischen 6 und 12 Metern über dem Erdboden angelegt. Das Nest wird ausschließlich vom Weibchen gebaut. Das Männchen hält sich in der Nähe auf und singt, um auszudrücken, dass das Revier besetzt ist. Als Nestmaterial werden trockene Gräser, kleine Wurzeln sowie Federn verwendet. Ein Gelege besteht aus drei bis fünf Eiern. Beide Eltern füttern die Jungen, Fäkalsäckchen werden jedoch ausschließlich vom Weibchen entsorgt.

## Bestand und Gefährdung
Obwohl der Bestand der Flammenstirnmeise im Rückgang begriffen ist, wird sie von der Weltnaturschutzorganisation IUCN als „least concern = nicht gefährdet“ geführt.